# Седелевба

Королевство бургундов около 500 года

Седелевба (также Седолевба; в монашестве — Крона; лат. Sedeleuba или Crona; V век) — дочь короля бургундов Хильперика II; монахиня и меценат.

## Биография
Седелевба известна из целого ряда раннесредневековых исторических источников. В том числе, о ней сообщается в «Истории франков» Григория Турского, «Хронике» Фредегара, «Книге истории франков», а также в агиографических сочинениях о святых воинах-мучениках Фиваидского легиона.
Седелевба была старшей дочерью правителя бургундов Хильперика II. Кто была её мать точно не известно: высказывались мнения, что ею могла быть или Агриппина или Каретена. Однако оба эти мнения, вероятно, ошибочны: Каретена была женой короля Гундобада, а упоминание об Агриппине было следствием неправильной интерпретации текста одного из писем Сидония Аполлинария. Скорее всего, имя жены Хильперика II в сохранившихся источниках не упоминается. У Седелевбы была младшая сестра Клотильда, а также два брата.
О дате рождения Седелевбы достоверных сведений не сохранилось. Также ничего не известно и о ранних годах её жизни. По некоторым данным, Седелевба могла быть помолвлена или даже уже быть замужем, но насколько достоверны эти свидетельства, неизвестно.
После смертей короля Гундиоха и его брата Хильперика I королевство бургундов было разделено между четырьмя сыновьями первого из них. В том числе, Хильперик II получил часть королевства бургундов, располагавшуюся в окрестностях Лиона. Однако уже вскоре один из сыновей Гундиоха, Гундобад, начал претендовать на владения своих братьев. Сначала жертвой его интриг стал Годомар I, а затем и Хильперик II. Его Гундобад собственноручно заколол мечом, сыновей повелел убить, а жену утопить. Пощажены были только дочери Хильперика II, Седелевба и Клотильда. Гибель Хильперика II современными историками датируется периодом от 476 до 493 года.
По свидетельству Григория Турского и следовавших ему в изложении этих событий других средневековых историков, Седелевба и Клотильда были «обречены на изгнание». Однако каких-либо дополнительных сведений о жизни дочерей Хильперика II в ближайшие годы после гибели родителей в трудах этих авторы не приводится. Современные историки считают, что оставшиеся править бургундами короли Гундобад и Годегизель могли взять на воспитание дочерей убитого брата. По одному мнению, в соответствии со свидетельством Фредегара племянниц приютил при своём дворе в Женеве Годегизель; по другому предположению, они жили у Гундобада; наконец, по третьей версии, каждый из бургундских правителей получил по одной из дочерей Хильперика II: вероятно, Гундобаду досталась Клотильда, а Годегизелю — Седелевба. Последнее из этих мнений основывается на свидетельствах, что именно к Гундобаду король франков Хлодвиг I в 493 году посылал сватов за принцессой Клотильдой, и что вся известная деятельность Седелевбы была связана со столицей короля Годегизеля Женевой.
Предполагается, что через несколько лет после гибели родителей Седелевба приняла монашеский сан. Среди историков нет единодушия, было ли это решение Седелевбы добровольным. По одному мнению, она была вынуждена пойти на такой шаг под давлением исповедовавших арианство бургундских монархов (Годегизеля или Гундобада), желавших не допустить вступления принцессы в брак. По другому мнению, будучи воспитанной в традициях ортодоксального христианства супругами бургундских монархов (Каретеной или Теуделиндой), Седелевба по собственной инициативе приняла постриг. Став монахиней, Седелевба сменила данное ей при рождении имя на имя Крона. Возможно, на выбор ею имени повлияло начавшееся тогда в королевстве бургундов широкое распространение культа воинов Фиваидского легиона. Среди раннехристианских святых известны воин Виктор и его сомученица Корона. Предполагается, что в одном из доступных Седелевбе мартирологов этот Виктор ошибочно отождествлялся с Виктором Золотурнским, об особом почитании которого дочерью Хильперика II упоминается в нескольких источниках. Присоединилась ли Седелевба после пострига к одной из женских монашеских общин или также как и многие её знатные современницы предпочла вести благочестивый образ жизни в одиночестве, точно не известно.
Вероятно, что Седелевба обладала значительными личными средствами, позволившими ей совместно с королевой Теуделиндой построить несколько христианских храмов в Женеве и её окрестностями. Среди таких зданий называют церкви, освящённые в честь святых Виктора и Урса Золотурнских. В связанных с аббатством Святого Маврикия в Агоне агиографических источниках сообщается, что Седелевба чудесным образом обрела в Золотурне мощи святого Виктора. Эти реликвии были торжественно перенесены из Золотурна в построенную в Женеве заботами Седелевбы базилику. В «Мученичестве святых Виктора и Урса» и «Мартирологе Адона» сообщается, что в этом ей активно способствовали епископ Домициан и королева Теуделинда. Возможно, какую-то помощь в строительстве церкви Святого Виктора оказал и король Годегизель. Точные даты этих событий не известны: предполагается, что они должны были произойти не позднее 500 года, когда Женева в ходе междоусобной войны была захвачена Гундобадом.
О дате смерти Седелевбы в исторических источниках не сообщается. Память о ней как об одной из первых строительниц церквей на территории современной Швейцарии сохранялась среди местных жителей долгое время. Возведённая Седелевбой в Женеве церковь Святого Виктора не сохранилась: она была разрушена во время Реформации в 1534 году.